# Neus Asensi
Neus Asensi, eigentlich María de los Ángeles Asensio Liñán (* 4. August 1965 in Barcelona) ist eine spanische Schauspielerin.
Asensi genoss eine umfassende Ausbildung. Sie studierte fünf Jahre klassischen Tanz und Jazztanz (bei Janick Niort resp. Karen Talf), Schauspiel im Zentrum La Casona und bei Carlos Corazza und erhielt eine Sprachausbildung bei Jesús Alondren. In ihren Rollen spielt sie meist eine energische Frau, vor allem in Komödien. Doch auch andere Rollen wie die der Sonja in The Heart of the Warrior, für die sie beim Festival de Lorca 2000 mit einem Preis für die beste Darstellerin ausgezeichnet wurde, sind ihr geläufig.

## Filmografie
- 1986: La rossa del bar
- 1988–1989: Crònica negra (Fernsehserie, zwei Folgen)
- 1989: Gaudí
- 1990: Eva y Adán, agencia matrimonial (Fernsehserie, eine Folge)
- 1990: Los jinetes del alba (Fernsehserie, fünf Folgen)
- 1991: La huella del crimen 2 (Fernsehserie, eine Folge)
- 1991: El amor sí tiene cura
- 1991: Jet Marbella Set
- 1991–1992: Taller mecánico (Fernsehserie, zwei Folgen)
- 1992: Hasta luego cocodrilo (Fernsehserie, fünf Folgen)
- 1992: Chechu y familia
- 1992: Sevilla Connection
- 1992: Burlanga (Kurzfilm)
- 1993: Supernova
- 1993: Los ladrones van a la oficina (Fernsehserie, eine Folge)
- 1993: Perturbado (Kurzfilm)
- 1993–1994: Habitación 503 (Fernsehserie, 38 Folgen)
- 1994: ¡Ay, Señor, Señor! (Fernsehserie, drei Folgen)
- 1994: Unisex (Fernsehserie, eine Folge)
- 1994: Una chica entre un millón
- 1994: Truhanes (Fernsehserie, eine Folge)
- 1994: Hermanos de leche (Fernsehserie, eine Folge)
- 1994: Cautivos de la sombra
- 1994: Villarriba y Villabajo (Fernsehserie, eine Folge)
- 1994: A su servicio (Fernsehserie, eine Folge)
- 1994: Pásala! (Kurzfilm)
- 1995: Suspiros de España (y Portugal)
- 1995: Hermana, pero ¿qué has hecho?
- 1995: El buga y la tortuga (Kurzfilm)
- 1996: El sexólogo (Fernsehserie, eine Folge)
- 1996: Colegio mayor (Fernsehserie, eine Folge)
- 1996: La sal de la vida
- 1996: Brujas
- 1996: Oh, Espanya! (Fernsehserie, eine Folge)
- 1996: Tabarka
- 1996: ¿Seremos como somos? (Kurzfilm)
- 1997: Siempre hay un camino a la derecha
- 1997: La banda de Pérez (Fernsehserie, 26 Folgen)
- 1997: La herida luminosa
- 1997–1998: Todos los hombres sois iguales (Fernsehserie, 22 Folgen)
- 1998: Torrente – Der dumme Arm des Gesetzes (Torrente, el brazo tonto de la ley)
- 1998: Entre naranjos (Fernsehserie, drei Folgen)
- 1998: Das Mädchen deiner Träume (La niña de tus ojos)
- 1999: Ellas son así (Fernsehserie, 22 Folgen)
- 1999: The Heart of the Warrior (El corazón del guerrero)
- 2000: Adiós con el corazón
- 2000: Amarantado (Kurzfilm)
- 2001: Corazón de bombón
- 2001: Torrente 2: Misión en Marbella
- 2001: El paraíso ya no es lo que era
- 2001: Arachnid
- 2001: Marujas asesinas
- 2002: El forastero
- 2002: Esta noche, no
- 2002: El robo más grande jamás contado
- 2003: El oro de Moscú
- 2003: Desayunar, comer, cenar, dormir (Kurzfilm)
- 2003: Atraco a las 3… y media
- 2003: Paraíso (Fernsehserie, eine Folge)
- 2003: Tempus fugit (Fernsehfilm)
- 2004: De moda (Fernsehserie, eine Folge)
- 2004: Escuela de seducción
- 2004: Ana y los 7 (Fernsehserie, 10 Folgen)
- 2005–2009: Los hombres de Paco (Fernsehserie, 36 Folgen)
- 2006: Bienvenido a casa
- 2006: Locos por el sexo
- 2007: Cuerpo a la carta (Fernsehfilm)
- 2008: Tú eliges
- 2009: ¡A ver si llego! (Fernsehserie, sieben Folgen)
- 2009: Tú eliges
- 2009: Los muertos van deprisa
- 2010: La viuda (Kurzfilm)
- 2014: Torrente 5: Operación Eurovegas
- 2015: Solo química
- 2016: Los del túnel
- 2016: La reina de España
- 2019: The Chain